# Mucugê
Mucugê est une municipalité de l'État de Bahia au Brésil.
Sa population était estimée à 18 548 habitants en 2010 et elle s'étend sur 2 482,20 km2.
Elle appartient à la Microrégion de Seabra dans la Mésorégion du Centre-Sud de Bahia.